# Cheryl Hines
Pour les articles homonymes, voir Hines.
Cheryl Hines est une actrice, productrice et influenceuse américaine née le 21 septembre 1965 à Miami Beach, en Floride (États-Unis).

## Biographie
Cheryl Hines est née le 21 septembre 1965 à Miami Beach, en Floride (États-Unis). Ses parents sont Rosemary et James Hines.
Elle a deux frères, Chris et Michael Hines et une sœur Rebecca Hines.

### Vie privée
Entre 2002 et 2010, elle fut mariée au producteur Paul Young. Ils ont une fille, Catherine Rose Young, née en 2004.
Depuis 2011, elle est en couple avec Robert Francis Kennedy Jr., neveu du président John Fitzgerald Kennedy et  secrétaire à la Santé et aux Services sociaux des États-Unis. Ils se marient le 2 août 2014.

## Filmographie

### Cinéma

#### Longs métrages
- 2004 : Polly et moi (Along Came Polly) de John Hamburg : La manager
- 2005 : Cake de Nisha Ganatra : Roxanne
- 2005 : La Coccinelle revient (Herbie Fully Loaded) :d'Angela Robinson : Sally
- 2005 : Our Very Own de Cameron Watson : Sally Crowder
- 2006 : Camping Car (RV) de Barry Sonnenfeld : Jamie Munro
- 2006 : Keeping Up with the Steins de Scott Marshall : Casey Nudelman
- 2006 : Bickford Shmeckler's Cool Ideas de Scott Lew : Professeur Adams
- 2007 : Waitress d'Adrienne Shelly : Becky
- 2007 : Very Bad Strip : la cave se rebiffe ! (The Grand) : Lainie Schwarztman
- 2008 : Henry Poole (Henry Poole Is Here) de Mark Pellington : Meg
- 2008 : Les Chimpanzés de l'espace (Space Chimps) de Kirk de Micco : Luna (voix)
- 2008 : Bart Got a Room de Brian Hecker : Beth
- 2009 : L'Abominable Vérité (The Ugly Truth) de Robert Luketic : Georgia
- 2009 : En cloque mais pas trop (Labor Pains) de Lara Shapiro : Lisa DePardo
- 2010 : Les Chimpanzés de l'espace 2 (Space Chimps 2 : Zartog Strikes Back) de John H. Williams : Luna (voix)
- 2010 : The Legend of Secret Pass de Steve Trenbirth : Nikita (voix)
- 2013 : Cold Turkey de Will Slocombe : Deborah
- 2014 : Life After Beth de Jeff Baena : Judy Orfman
- 2014 : Think Like a Man Too de Tim Story : Andrea
- 2015 : Intrusion (The Benefactor) d'Andrew Renzi : Mia
- 2015 : Christmas Eve de Mitch Davis : Dawn
- 2016 : Ma vie de chat (Nine Lives) de Barry Sonnenfeld : Madison Camden
- 2017 : Wilson de Craig Johnson : Polly
- 2017 : Bad Moms 2 (A Bad Moms Christmas) de Jon Lucas et Scott Moore : Sandy, la mère de Kiki
- 2021 : Chasseurs de Trolls : Le Réveil des Titans (Trollhunters : Rise of the Titans) de Francisco Ruiz Velasco, Johane Matte et Andrew Schmidt : Momblank (voix)
- 2021 : Fear and Loathing in Aspen de Bobby Kennedy III : Eve Homeyer
- 2022 : About Fate de Marius Balchunas : Judy Hayes

#### Courts métrages
- 1996 : Cheap Curry and Calculus de Justin King : Sheila
- 2007 : Goodnight, Vagina de Stacy Sherman et Brie Turner O'Banion : Meg Marsh
- 2009 : All in the Bunker d'Andrew Overtoom : Eva Braun (voix)

### Télévision

#### Séries télévisées
- 1993 : La Créature du marais (Swamp Thing) : Louise Brenner
- 1997 : Les Enquêtes extraordinaires (Unsolved Mysteries) : Sharon Berman
- 1998 : Les Frères Wayans (The Wayans Bros) : Helen
- 1998 - 1999 : Susan ! : Debbie / Marla
- 2000 : Friends : Une cliente du Central Perk à qui Joey propose des lasagnes et du poulet
- 2000 - 2024 : Larry et son nombril (Curb Your Enthusiasm) : Cheryl David
- 2002 : Totalement jumelles (So Little Time) : Barbara Morrison
- 2002 : Tout le monde aime Raymond (Everybody Loves Raymond) : Lauren Williamson
- 2003 : Reno 911, n'appelez pas ! (Reno 911) : Une femme
- 2003 : Wanda at Large : Dr Linda
- 2004 - 2005 : Le Roi de Las Vegas (Father of the Pride) : Kate (voix)
- 2006 : Scrubs : Paige Cox
- 2007 : Jack's Big Music Show : Sudsy Bubblestein (voix)
- 2009 : Hannah Montana : Catherine York
- 2009 : In the Motherhood : Jane
- 2010 : Brothers and Sisters : Buffy McCreary
- 2010 : Super Hero Squad (The Super Hero Squad Show) : Stardust (voix)
- 2011 : Love Bites : Kristen Lerner
- 2011 - 2014 : Suburgatory : Dallas Royce
- 2013 : We Need Help : Elle-même
- 2014 : The Crazy Ones : Beth Minker
- 2015 : The Middle : Dr Sommer Samuelson
- 2015 - 2016 : TripTank : La femme de Matt / Carol / Millie (voix)
- 2016 : Young and Hungry : Kathy Walker
- 2016 - 2017 : Son of Zorn : Edie
- 2016 / 2018 : Mike Tyson Mysteries : Virgilia / Jillian Davis (voix)
- 2017 : Pickle and Peanut : Susan (voix)
- 2018 : Bienvenue chez les Huang (Fresh Off the Boat) : Fay
- 2018 - 2019 : This Close : Stella
- 2018 - 2019 : Le Trio venu d'ailleurs : Les Contes d'Arcadia (3Below : Tales of Arcadia) : Momblank (voix)
- 2019 : The Good Fight : Brenda Decarlo
- 2019 : Drunk History : Lady Bird Johnson
- 2020 : Stumptown : Ginger Lloyd
- 2020 : The Conners : Dawn
- 2022 : The Flight Attendant : Dorothy "Dot" Karlson
- 2023 : Fantasy Island : Jessica Warren

#### Téléfilms
- 2003 : Pacte de femmes (Double Bill) de Rachel Talalay : Rose Goodman
- 2019 : Turkey Drop de Jerry Ciccoritti : Nancy

### Réalisatrice
- 2006 : Campus Ladies (1 épisode)
- 2009 : Quitte-moi... si tu peux ! (Serious Moonlight)
- 2013 : We Need Help (1 épisode)
- 2020 : Larry et son nombril (Curb Your Enthusiasm) (1 épisode)

### Productrice
- 2006 - 2007 : Campus Ladies (8 épisodes, productrice exécutive)
- 2008 : Hollywood Residential (3 épisodes, productrice exécutive)
- 2013 : We Need Help (productrice exécutive)